# Aivar Mäe

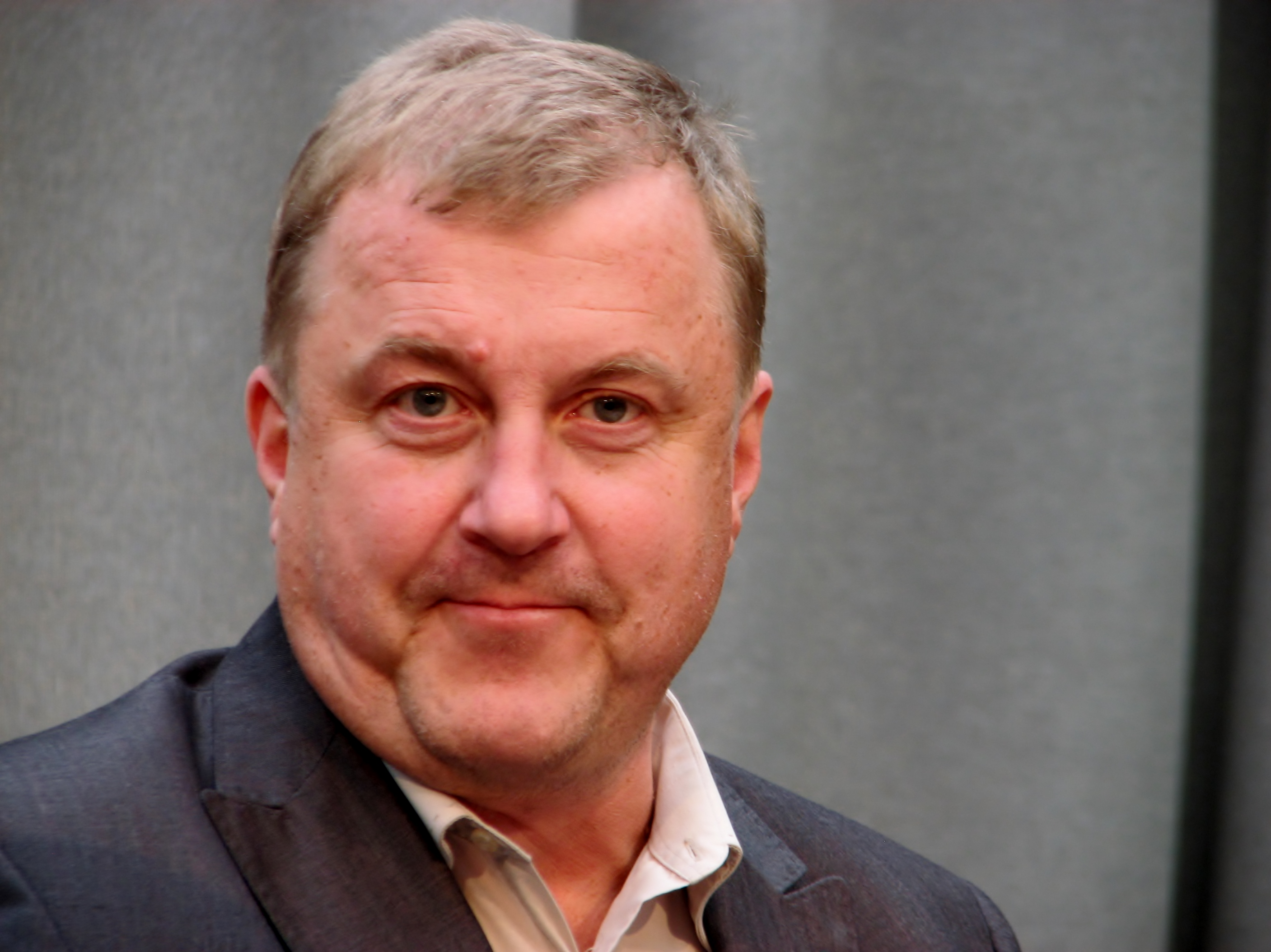
Aivar Mäe

Aivar Mäe (nascido a 12 de maio de 1960, em Pärnu) é um maestro e músico estoniano.
Em 1985 formou-se no Conservatório Estatal de Tallinn em pedagogia musical.
De 1984 a 1987 ele foi vocalista e tocou guitarra acústica no grupo pop Vitamiin.
De 1999 a 2008 foi director executivo da Eesti Kontsert . De 2003 a 2006 foi director do teatro Vanemuine e em 2009 tornou-se no director executivo da Ópera Nacional da Estónia, mas renunciou em agosto de 2021 a meio a acusações de assédio sexual. Mäe negou as acusações, mas depois emitiu um pedido público de desculpas. Após a sua demissão ele assumiu um cargo no Centro Cultural Artium de Viimsi.
É um dos iniciadores dos Dias de Ópera de Saaremaa (desde 1999) e do Festival de Ballet Jõhvi (desde 2006).
M]ae também fundou o coro de câmara Arsis (activo em 1990-1997).
Prémios:
- 2003: Ordem da Estrela Branca, V classe[3]